# Jivaromyia
Jivaromyia es un género monotípico de dípteros nematóceros perteneciente a la familia Limoniidae. Su única especie: Jivaromyia problematica, es originaria de Ecuador.
'